# Wirich V. von Daun-Falkenstein

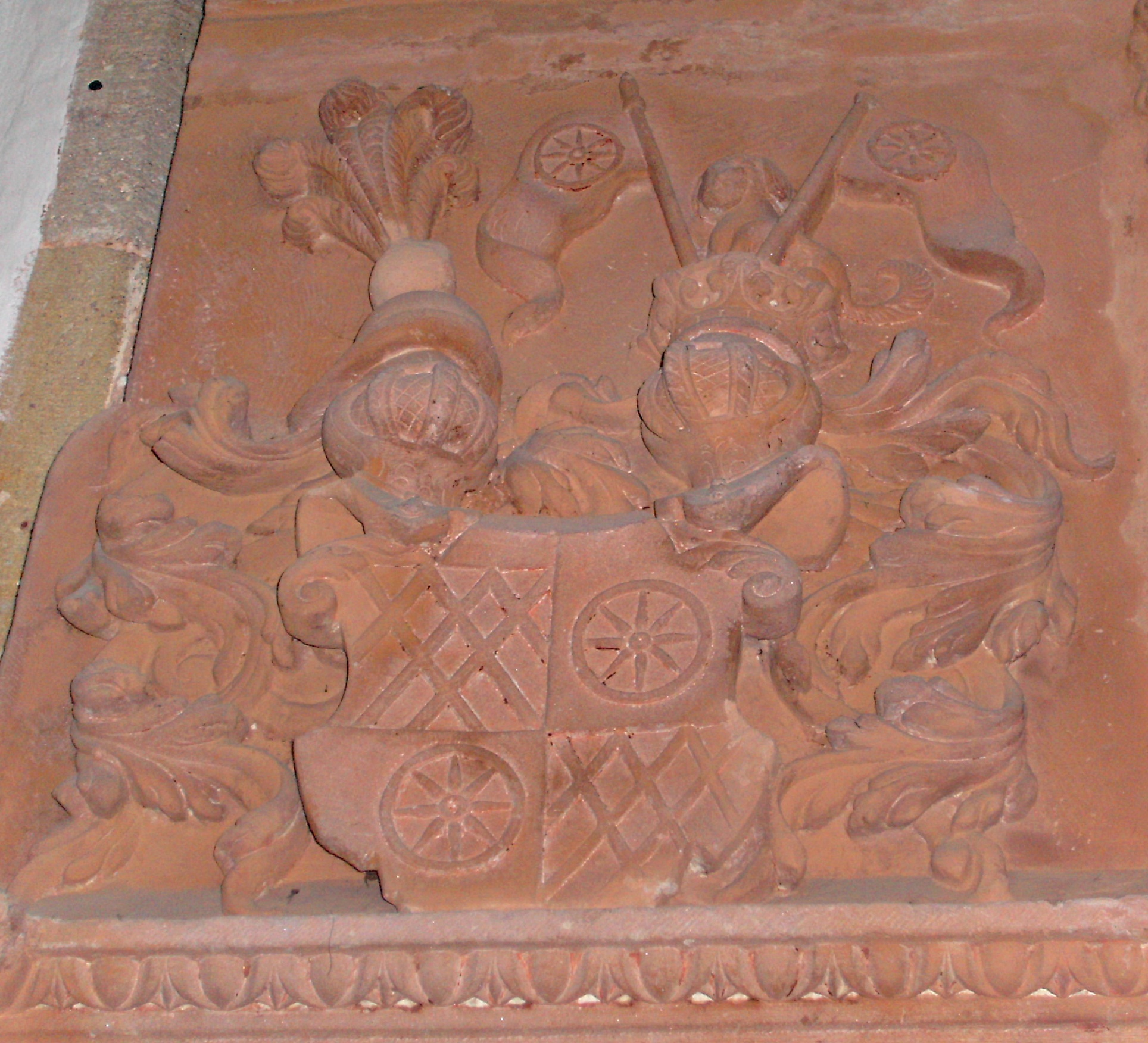
Wappen der Herren von Daun-Falkenstein, Detail vom Epitaph in der Kirche Rockenhausen-Marienthal

Wirich V. von Daun-Falkenstein (Wirich von Daun, Graf zu Limburg und Falckenstein, Herr zum Oberstein und Broich; auch Dhaun geschrieben) (* um 1473 auf Schloss Burgsteinfurt; † Ende 1546 auf Burg Falkenstein) war ein Diplomat und militärischer Befehlshaber.
Durch Abstammung, Heirat und auch seine eigenen Verdienste konnte er die folgenden Titel und Ansprüche erwerben: Durch das vorzeitige Vermächtnis seines Vaters wurde er 1505 Herr zu Falkenstein und Oberstein und durch das vorzeitige Erbe seines Schwiegervaters 1508 zu Broich und – gemeinsam mit Gumprecht II. von Neuenahr-Alpen – Graf von Limburg und im Jahr 1510 Herr zu Herr zu Linnep und Bürgel.

## Abstammung
Er stammte aus der Familie Daun-Oberstein bzw. Daun-Falkenstein, wobei die Abgrenzung zwischen den Linien Daun-Oberstein und Daun-Falkenstein in der Literatur unterschiedlich gehandhabt wird. Wirich V. war ein Sohn von Melchior von Daun-Oberstein (* 1451; † 1. September 1517) und Margaretha von Virneburg (* 1453; † 1521), sowie ein Neffe des Kölner Erzbischofs Philipp II. von Daun-Oberstein und der Fürstäbtissin zu Essen Meyna von Daun-Oberstein.

## Leben

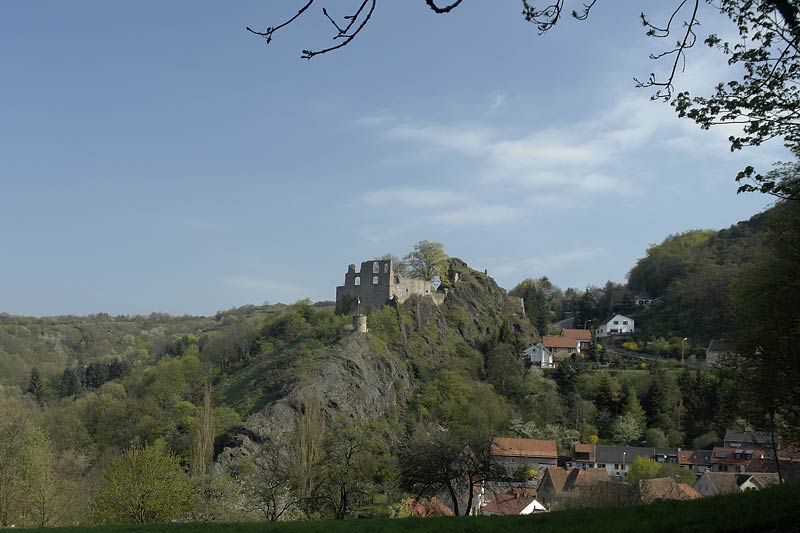
Burg Falkenstein (Pfalz)

Wohl durch Verhandlung seines Onkels Philipp II. von Daun-Oberstein heiratete Wirich von Daun-Falkenstein am 14. November 1505 die Gräfin Irmgard von Sayn. Irmgard wurde zuvor von ihrem kinderlosen Onkel Graf Johann von Limburg-Broich adoptiert, um das somit gesicherte Erbe über Limburg und Broich dem Paar im Jahr 1508 vorzeitig hinterlassen zu können.
Kaiser Maximilian I. erhob 1518 Wirichs Herrschaft Falkenstein zur Grafschaft. Die Herrschaft war zuvor im Jahr 1456 zur Hälfte von seinem Großvater Wirich IV. von Daun-Oberstein dem Grafen Wilhelm von Virneburg abgekauft worden. Bedingung war bei dem Handel, dass Wirichs IV. Sohn Melchior die Erbtochter Wilhelms heiraten sollte, die dann die andere Hälfte Falkensteins mit in die Ehe einbrachte.
Graf Wirich, der schon früh in seinem Leben eine militärische und diplomatische Ausbildung genossen hatte, spielte eine herausragende Rolle bei den Verhandlungen zum Abschluss eines Bündnisses zwischen seinem Lehnsherren, Herzog Johann von Jülich-Kleve-Berg und dem designierten Kaiser Karl V. Das Schutzbündnis wurde am 25. November 1519 in Sittard abgeschlossen. Ein bestimmtes Amt am herzöglichen Hof in Düsseldorf hatte Wirich wohl zu dieser Zeit noch nicht.
Wirich vertrat Herzog Johann wiederholt in wichtigen Angelegenheiten und besonders bei den Reichstagen von 1526 und 1529 in Speyer und 1530 in Augsburg. Bereits auf dem ersten und bedeutsamen Reichstag des jungen Kaisers Karl V. 1521 in Worms trat er für den Herzog auf.
In Brüssel, am 22. Juni 1521, leistete Wirich zusammen mit Wilhelm von Rennenberg, stellvertretend für Herzog Johann, den Eid für dessen Belehnung durch Kaiser Karl V. mit Jülich-Berg, Ravensberg und Kleve-Mark.
1523 wurden er und Graf Dietrich von Manderscheid veranlasst, einige hundert Reiter anzuwerben, um dem skandinavischen König Christian II. bei der Rückeroberung seines Reichs zu helfen. Christian war zuvor von Gustav Eriksson gezwungen worden aus seinem Reich zu fliehen. Die beiden zu Hilfe gerufenen Grafen waren bereits mit 850 Reitern in der Altmark angekommen, kehrten dann aber wegen Mittellosigkeit des Königs um.
1526 wurde Wirich vom sächsischen Kurfürsten Johann zum Hofrat ernannt.
Im Mai und Juni 1527 geleitete Wirich die älteste Tochter seines Lehnsherren Herzog Johann, Prinzessin Sibylle, von Schloss Burg nach Torgau, wo sie den Kurprinzen Johann Friedrich von Sachsen am 7. Mai heiratete. Die Delegation war Augenzeugin des Turniers von Torgau, dem auch Martin Luther und Philipp Melanchthon beiwohnten.
Im Jahr 1528 wurde Wirich von Herzog Johann von Jülich-Kleve-Berg zum Statthalter von Ravensberg ernannt.
1532 zog Wirich als kaiserlicher Feldhauptmann in die Türkenkriege. Bei Linz an der Donau soll er als Befehlshaber ein Heer von 15.000 Osmanen unter der Führung von Pascha Michalogli bei Linz vernichtend geschlagen haben.
Nachdem Franz von Waldeck, der Bischof von Münster, als oberster Feldhauptmann 1534 mit seinen Landsknechten vergeblich versucht hatte, Münster von den Täufern zu befreien, wurde ihm Wirich als Kriegsrat beigeordnet. Nach monatelanger Belagerung übernahm jener die militärischen Aufgaben des Bischofs und war nun oberster Befehlshaber der Truppen. Die anderen Kriegsräte mussten zurücktreten. Wirichs Versuche, die Besetzung der Stadt friedlich zu beenden, scheiterten. Vom 24. auf den 25. Mai 1535 griff er, durch ein starkes Gewitter begünstigt, an und Münster wurde eingenommen. Nachdem die Anführer des Täuferreichs festgenommen waren, übernahm Bischof Franz wieder den Oberbefehl und ließ sich in der Stadt feiern („Ich muß schweigen, dann ich gern mit ganzer Haut schlaffen geh.“ (Graf Wirich)). Wirich bekam nur vom Sächsischen Kurfürsten und dem Landgrafen Philipp I. von Hessen Glückwunschschreiben.
1539 geleitete Wirich, „the Erle of Ouersteyn, and vij. persons“, im Auftrag seines neuen Lehnsherren Wilhelm V. von Jülich-Kleve-Berg zusammen mit Hermann von Neuenahr, dem kursächsischen Hofmarschall Hans von Doltzig, dem klevischen Kanzler Heinrich Bars genannt Olisleger († 1575) und einer großen Delegation (263 Personen) dessen Schwester Anna von Kleve nach England. Anna heiratete dort am 6. Januar 1540 König Heinrich VIII. von England.
1542 reagierte Wirich auf die immer aggressiveren Ansprüche der Neuenahrer auf die Grafschaft Limburg, indem er seine Tochter Amöna dem Grafen Gumprecht II. von Neuenahr-Alpen zur Gemahlin gab, mit dem Versprechen, dass nach seinem eigenen Tod Gumprecht die andere Hälfte des Kondominiums erben sollte.
1546 ließ Wirich seine Familie nach Falkenstein kommen, um sein Erbe zu regeln. Am 8. Mai wurde ein Vertrag aufgesetzt, in dem seine Söhne Johann die Grafschaft Falkenstein erben sollte und Philipp die Herrschaften Oberstein, Broich und Bürgel. Johann sollte sich um seinen geistig behinderten Bruder Caspar kümmern. Wirichs jüngster Sohn Sebastian sollte die Hälfte der Gefälle von Philipp bekommen. Seine Töchter Elisabeth, Amöna und Anna sollten abgefunden werden. Wirich hat das Jahr nicht überlebt.

## Ehe und Nachkommen

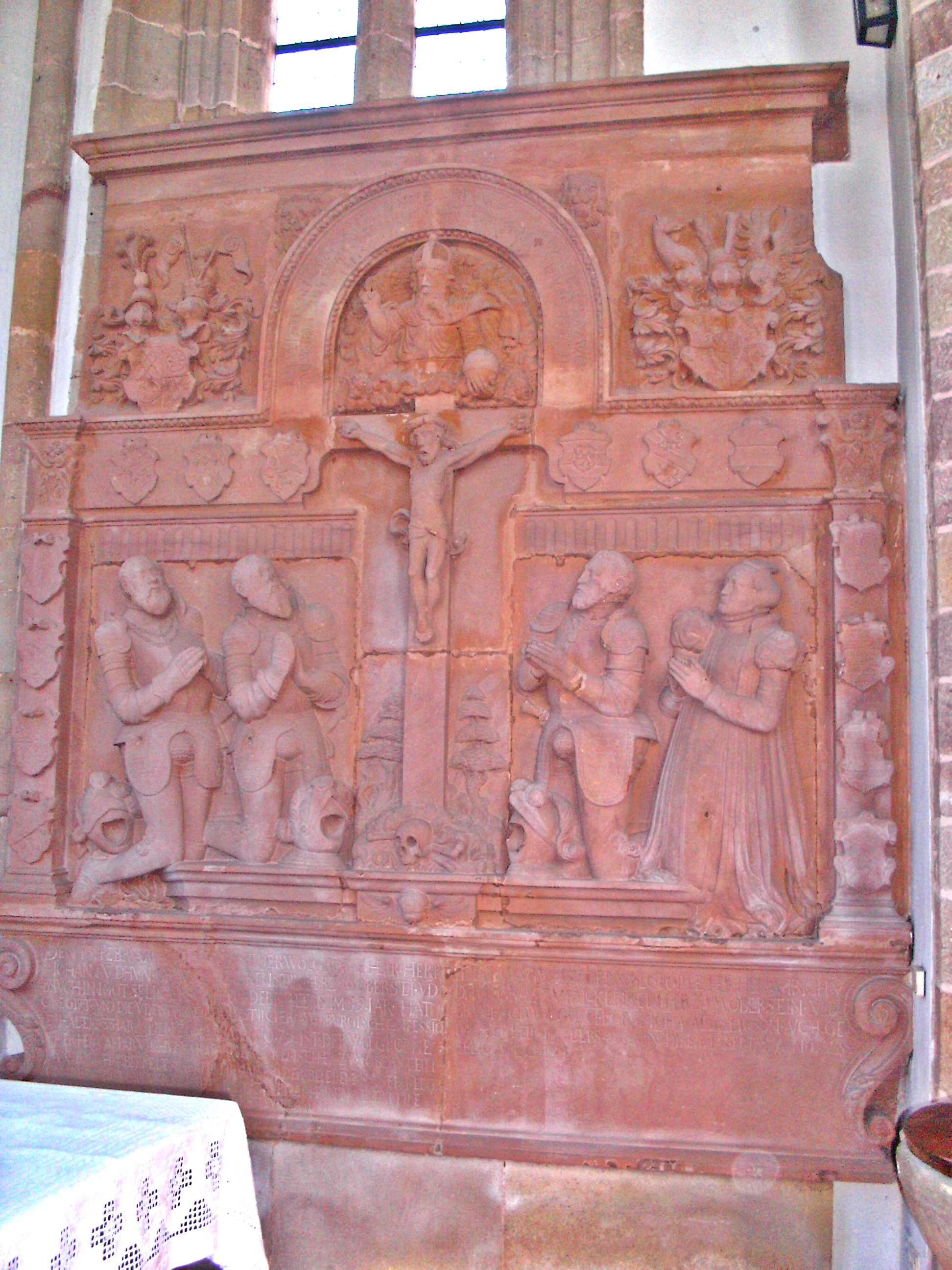
Epitaph der Söhne Caspar († 1576) und Johann († 1579) mit Familie in der Kirche Rockenhausen-Marienthal

Wirich war seit dem 14. November 1505 verheiratet mit Irmgard von Sayn († 27. August 1551, beigesetzt in der Petrikirche in Mülheim), der Adoptivtochter ihres Onkels, Johann von Limburg-Broich. Ihre Kinder waren:
- Caspar († 20. Januar 1576, bestattet in Marienthal),[5] geistig behindert

- Elisabeth, Äbtissin in Neuss

- Johann (* um 1506; † 13. Februar 1579, bestattet in Marienthal),[5] Kanonikus am Kölner Dom und St. Gereon in Köln; 1546 resigniert

⚭ 13. Dezember 1546 mit Ursula Wild- und Rheingräfin zu Salm
- Wirich (* um 1512; gefallen 1543 in Ungarn), 1530 als „Wyricus Comes ex Obersteyn“ immatrikuliert an der artistischen Fakultät der alten Universität Köln (Universitas Studii Coloniensis), Domherr zu Mainz

- Philipp II. (* um 1514; † 1554), Subdiakon am Kölner Dom, 1546 resigniert

⚭ 28. September 1552 mit Maria Caspara von Holtey (* 1520; † 14. Januar 1558)
- Amöna (* um 1520; † um 1582)

⚭ 20. November 1542 mit Gumprecht II. von Neuenahr-Alpen
- Anna, Stiftsdame in Essen, später Äbtissin im Borghorster Damenstift

- Sebastian (* um 1530; † 1576), Domherr zu Straßburg, Stiftsherr von St. Gereon in Köln, resigniert

⚭ 1558 mit Elisabeth von Salm-Dhaun (um 1540/42; † vor 1579), Tochter von Wild- und Rheingraf Philipp Franz von Dhaun-Neufville (1518–1561) und Maria Aegyptica von Oettingen-Oettingen (* um 1520; † 1559)
Wirich V. von Daun-Falkenstein hatte den natürlichen Sohn Gossen (Goswin) von Daun-Oberstein († vor 1560), der 1541 Katharina Pege († 1549/50), Witwe des Johann Rulinwirdt (von Rolinxwerth; Rolandswerth) aus Wesel und Schwester des Richters Johann Pege aus Essen, und in zweiter Ehe Brigitte van Groin, eine Schwester des Weseler Bürgermeisters Dietrich van Groin, heiratete.